# 洪都拉斯德古西加巴聖殿
洪都拉斯德古西加巴聖殿是耶穌基督後期聖徒教會的第141座聖殿。這聖殿是教會在洪都拉斯的第6座聖殿，也是在中美洲建造的第6座。 洪都拉斯德古西加巴聖殿為洪都拉斯和尼加拉瓜的後期聖徒服務。 洪都拉斯和尼加拉瓜有302個會眾，有168,000名後期聖徒。 

## 历史
2006年6月9日，在致当地教会领袖的一封信中宣布了这座聖殿；後來在 2006 年 6 月 24 日发布的新闻稿中。  2007年6月9日，在位于德古西加巴德古西加巴东部的苏亚帕附近的一处地点举行了奠基仪式和奉献仪式， 但教会后来宣布将在新遺址建造这座聖殿。 
2009年1月28日，教會宣布由於當地政府的反對，擬建的聖殿將不再位於原指定地點。搬遷的主要原因是因爲德古西加巴市議會成員議員對建築有疑慮，他們覺得這座聖殿將使當地的大教堂黯然失色。教堂取得了所有必要的許可證，但市議會制止了所有建設，並且不遵守許可證。出於對相關人員強烈感情的尊重，教會領袖決定尋找新地點。 這座聖殿將建在教會宗教研究所附近。在教會屈服於重新安置建築物的壓力之前，挖掘工作已經開始。 教會官員決定搬遷聖殿以避免衝突。
教會於 2006 年 6 月 9 日向當地教會領袖宣布了在德古西加巴建造一座聖殿的計劃。 最初的奠基儀式和場地奉獻儀式是在 2007 年 6 月 9 日，由教會第二屆七十員定額組成員和教會中美洲地區會長史賓塞·瓊斯 (Spencer V. Jones) 進行的。 
2012 年 12 月 11 日，教會宣佈在 2013 年 2 月 9 日至 3 月 2 日期間舉行開放日。該聖殿於 2013 年 3 月 17 日由教會總會會長團成員的迪特·鄔希鐸 (Dieter F. Uchtdorf) 奉獻。